# Аббад ибн Бишр
Аббад ибн Бишр аль-Ашхали (араб. عباد بن بشر‎; ум. 632) — один из сподвижников пророка Мухаммеда.

## Биография
Родился в Медине. Благодаря проповедям Мусаба ибн Умайра, посланного пророком Мухаммадом в Медину, познакомился с исламским вероучением. После принятия ислама вёл аскетический образ жизни, проводил много времени в молитвах. Был блестящим знатоком Корана.
Аиша бинт Абу Бакр говорила: «Никто не мог превзойти в добродетели троих из ансаров, которые принадлежали к роду Абд аль-Ашхала: Сад ибн Муаз, Усайд ибн Худайр и Аббад ибн Бишр».
Аббад ибн Бишр участвовал во всех боевых походах времён Пророка. В 626 году пророк Мухаммад предпринял поход против племён Бану Мухариб и Бану Салаба. Возвращаясь с битвы «Зат ар-Рикаа» в одной из долин отряд остановился на ночёвку. В этом походе один из мусульман пленил женщину в отсутствие её мужа. Вернувшись и не найдя своей жены, муж поклялся догнать отряд мусульман и не возвращаться, пока не прольётся кровь виновного.
Охранять отряд ночью вызвался Аббад ибн Бишр. Обратившись к кибле, он приступил к совершению молитвы и начал читать аяты из суры «Пещера». В это время к долине приблизился человек, который увидев у входа в долину Аббада, достал из колчана стрелу, вложил её в лук, а затем выпустил в Аббада. Аббад вырвал из своего тела стрелу и продолжил читать Коран и совершать намаз. Ночной пришелец выпустил в него ещё две стрелы, которые Аббад также выдернул и продолжил чтение Корана. Обессилив, он дополз до отдыхающего неподалёку Аммара ибн Ясира и разбудил его со словами: «Вставай, я ранен и ослаб». Увидев Аммара, пришелец тут же поспешил отступить.
Аббад ибн Бишр погиб в битве против лжепророка Мусайлимы в Ямаме.